# 勒文贝格兰
勒文贝格兰（德語：Löwenberger Land）是德国勃兰登堡州的一个市镇，隶属于上哈弗尔县。总面积为245.42平方千米，截至2020年总人口为8411人。